# Schalkendorf
Schalkendorf é uma comuna francesa na região administrativa de Grande Leste, no departamento Baixo Reno. Estende-se por uma área de 5,2 km². Em 2010 a comuna tinha 335 habitantes (densidade: 64,4 hab./km²).